# Fubá
Fubá (do quimbundo fuba, "farinha") é a farinha fina feita com milho ou arroz moído, muito empregada na culinária. Na sua versão de farinha de milho, é muito utilizado para fazer bolos (sendo o bolo de fubá um doce típico de festas juninas no Brasil) e angu.
Foi introduzido no Brasil pelos portugueses, mas passou a ser utilizado mais intensamente no século XVIII por tropeiros, muitas vezes substituindo a farinha de mandioca.